# Waini
Waini är en flod som flyter i nordvästra Guyana. Den mynnar ut i Atlanten nära den venezuelanska gränsen.